# Deiva Marina
Dèiva Marina (Deiva in ligure) è un comune italiano di 1 274 abitanti della provincia della Spezia in Liguria.

## Geografia fisica

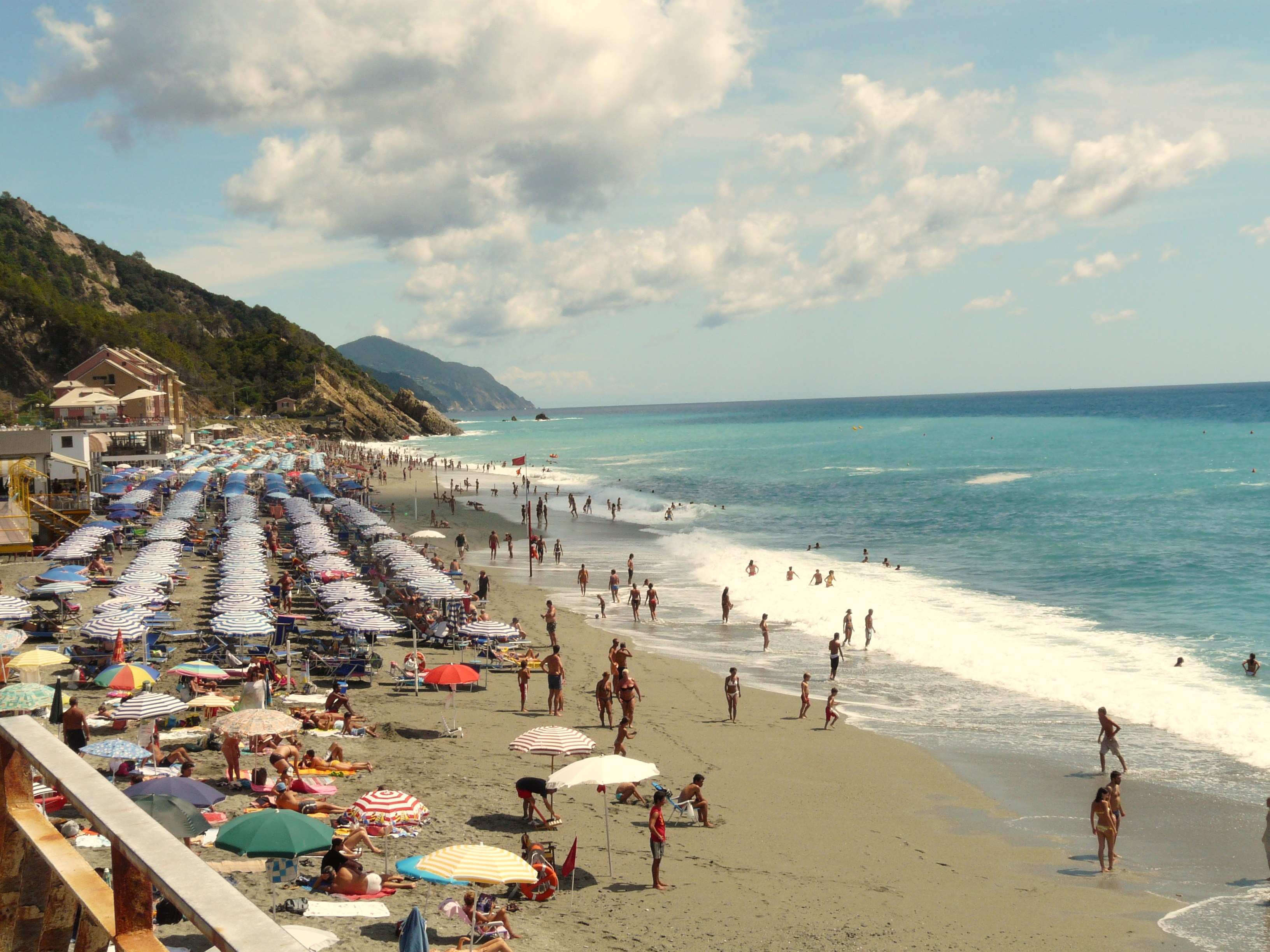
La spiaggia di Deiva Marina

La cittadina è divisa in due parti principali: il paese vecchio, verso l'interno, che si sviluppa attorno alla piazza antistante la chiesa di Sant'Antonio Abate e la Marina, un'area più recente che si affaccia sul mare.
Deiva Marina è circondata da rilievi, tra cui il più elevato è il monte San Nicolao (847 m s.l.m.) che è facilmente riconoscibile perché sormontato da antenne e ripetitori televisivi. In località Baracchino un sentiero sale alla sommità del monte Pietra di Vasca (801 m) dal quale pregevole è la vista panoramica che spazia dalla fascia costiera tra Sestri Levante e La Spezia fino alle Alpi Apuane e, verso l'interno, fino al monte Gottero. Nelle alture di Deiva Marina vi è il passo del Bracco, alto 610 m., uno dei tratti più tortuosi dell'antica via Aurelia.
Questi rilievi permettono agli amanti del trekking di effettuare passeggiate lungo sentieri, che alternano strapiombi a picco sul mare e tratti immersi nei boschi di castagno, particolarmente suggestivi in autunno.
Il territorio di Deiva Marina è situato nella vallata dei torrenti Deiva e Castagnola, in prossimità della foce, sulla Riviera di Levante; è una rinomata e frequentata località balneare. Inoltre Deiva Marina è conosciuta dai pescatori che si dilettano soprattutto con la pesca del palamito.

## Storia

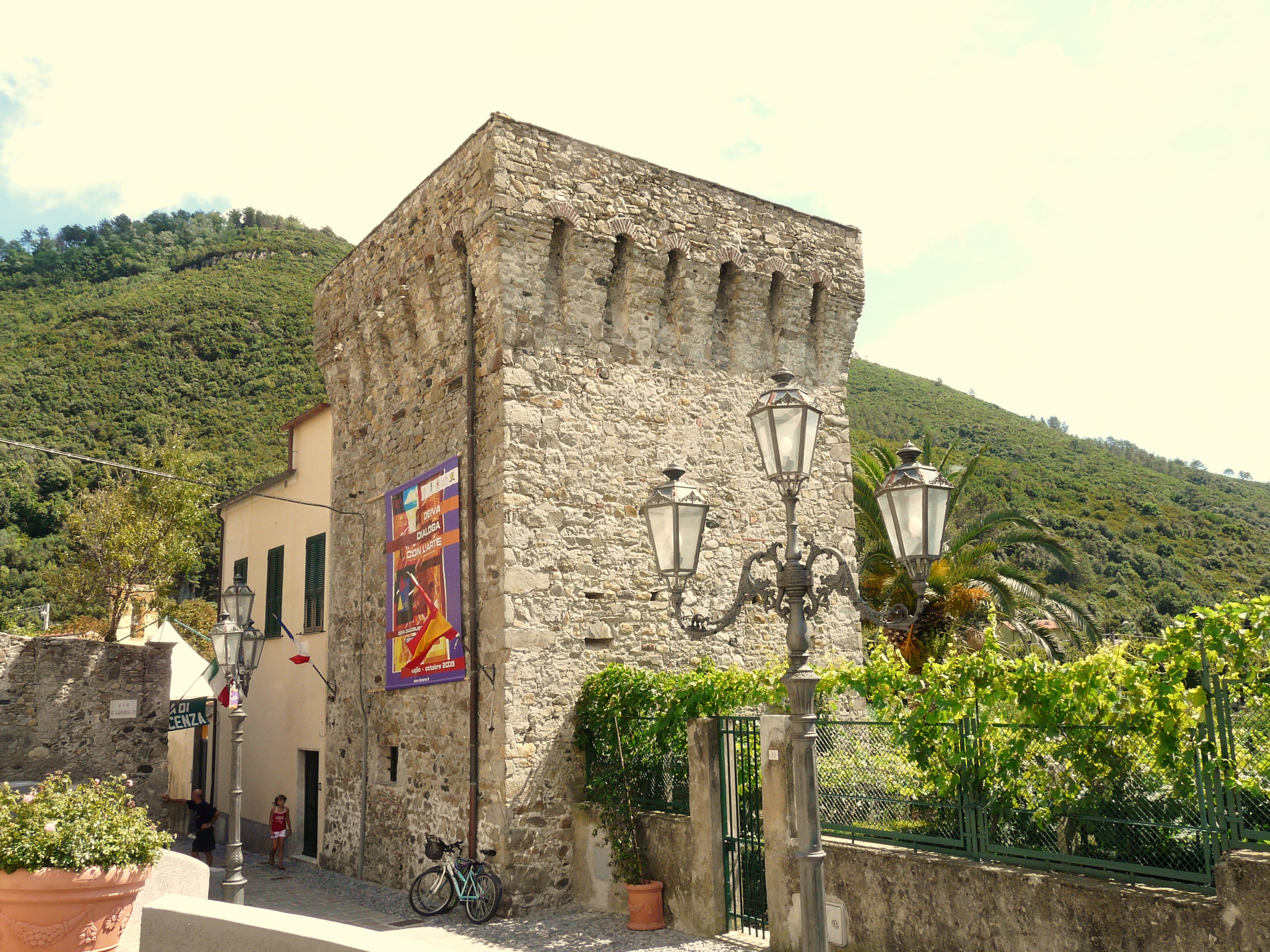
La torre nelle vicinanze della chiesa di Sant'Antonio

Il primo documento che testimonia insediamenti nella zona di Deiva Marina risale al 774.
I primi insediamenti collinari sorsero attorno all'VIII secolo - gli attuali borghi di Mezzema, Piazza, Passano e Caraschi - e saranno proprio alcuni di questi abitanti "valligiani" che nei secoli successivi, spostandosi verso la costa, edificarono un primo borgo - Deiva - in prossimità del mare. Dall'XI secolo è documentato l'inizio dello sfruttamento del territorio circostante il paese. L'edificazione vicino al mare è invece molto recente. I disegni di Matteo Vinzoni (1751) rilevano solo la torre costiera di avvistamento e alcuni magazzini e la maggior parte degli edifici attuali risale al secondo dopoguerra.
L'intera zona fu a lungo un feudo dei locali marchesi Da Passano che nell'omonima località edificheranno un castello; gli stessi marchesi, dopo la dedizione verso la Repubblica di Genova dal 1144, ne divennero alleati e vassalli.
La repubblica genovese incorporò Deiva e Mezzema nella podesteria di Moneglia, mentre Piazza e Passano fecero parte di quella di Framura; dal 1680 il territorio fu inglobato nell'unica podesteria monegliese all'interno del capitaneato di Levanto, situazione giurisdizionale che rimase immutata fino alla dominazione napoleonica di fine Settecento. La repubblica provvedette inoltre a costruire due torri di avvistamento in prossimità del mare, una rotonda e una quadrangolare, quest'ultima nei pressi della chiesa parrocchiale di Sant'Antonio abate. Nel XVI secolo Deiva contava un centinaio di abitanti: in quel periodo rimaneva più popolata Mezzema, posta in una posizione più favorevole e mai soggetta alle piene del torrente Deiva.
Nel 1797 con la dominazione francese di Napoleone Bonaparte rientrò dal 2 dicembre nel Dipartimento del Vara, con capoluogo Levanto, all'interno della Repubblica Ligure. Dal 28 aprile 1798 Deiva Marina rientrò nel VII cantone, come capoluogo, della Giurisdizione di Mesco e dal 1803 centro principale del V cantone del Mesco nella Giurisdizione del Golfo di Venere. Annesso al Primo Impero francese, dal 13 giugno 1805 al 1814 venne inserito nel Dipartimento degli Appennini.
Nel 1815 fu inglobato nella provincia di Levante del Regno di Sardegna, così come stabilì il Congresso di Vienna del 1814, e successivamente nel Regno d'Italia dal 1861. Nel 1838 contava 733 abitanti, mentre Piazza e Passano raggiungevano rispettivamente le 220 e le 358 unità. Dal 1859 al 1927 il territorio fu compreso nel VI mandamento di Levanto del circondario di Levante facente parte della provincia di Genova prima e, con l'istituzione nel 1923, della provincia della Spezia poi.
Durante la seconda guerra mondiale, Deiva Marina subì pesanti bombardamenti da parte degli Alleati che rasero quasi completamente al suolo la stazione (allora in stile liberty, ricostruita come la vediamo oggi) e danneggiarono pesantemente il ponte della linea ferroviaria Genova-Pisa,
Assume la denominazione di Deiva Marina nel 1949.
Dal 1973 al 31 dicembre 2008 ha fatto parte della Comunità montana della Riviera Spezzina. Dal 5 dicembre 2014 al maggio 2019 ha fatto parte dell'Unione dei comuni Cinque Terre-Riviera.

### Simboli
Stemma
Gonfalone

Lo stemma è stato concesso con il decreto del presidente della Repubblica del 24 aprile 1997. 

## Monumenti e luoghi d'interesse

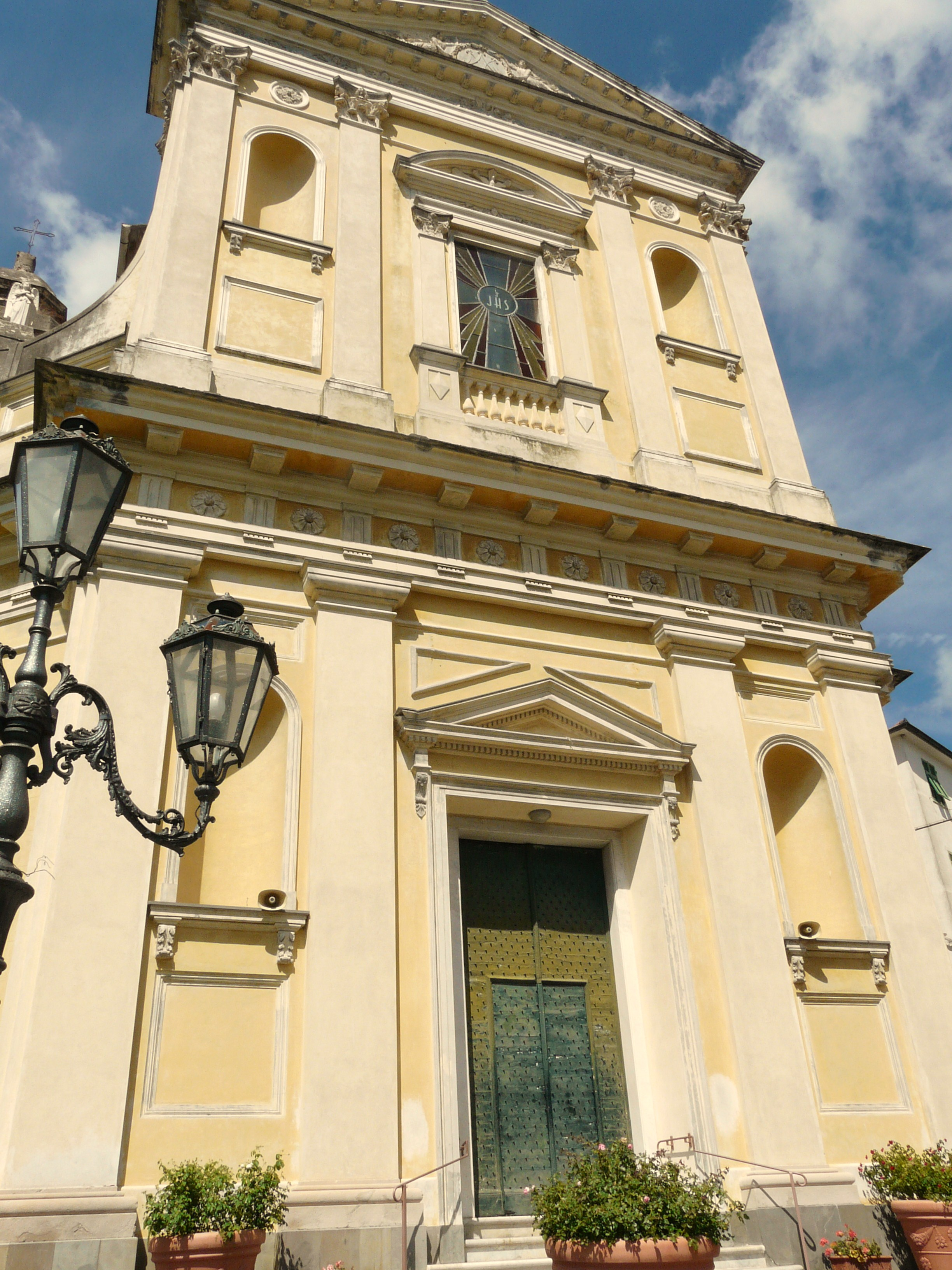
La chiesa parrocchiale di Sant'Antonio Abate nel borgo di Deiva

### Architetture religiose
- Chiesa parrocchiale di Sant'Antonio Abate nel centro storico di Deiva, edificata nel 1730.
- Oratorio di San Giovanni Battista nel centro storico di Deiva.
- Chiesa parrocchiale di San Michele Arcangelo nella frazione di Mezzema.
- Cappella-santuario di Santa Maria Assunta e San Colombano (1003) nella frazione di Piazza, in località Passano[8].
- Chiesa parrocchiale di Sant'Anna nella frazione di Piazza.

### Architetture militari

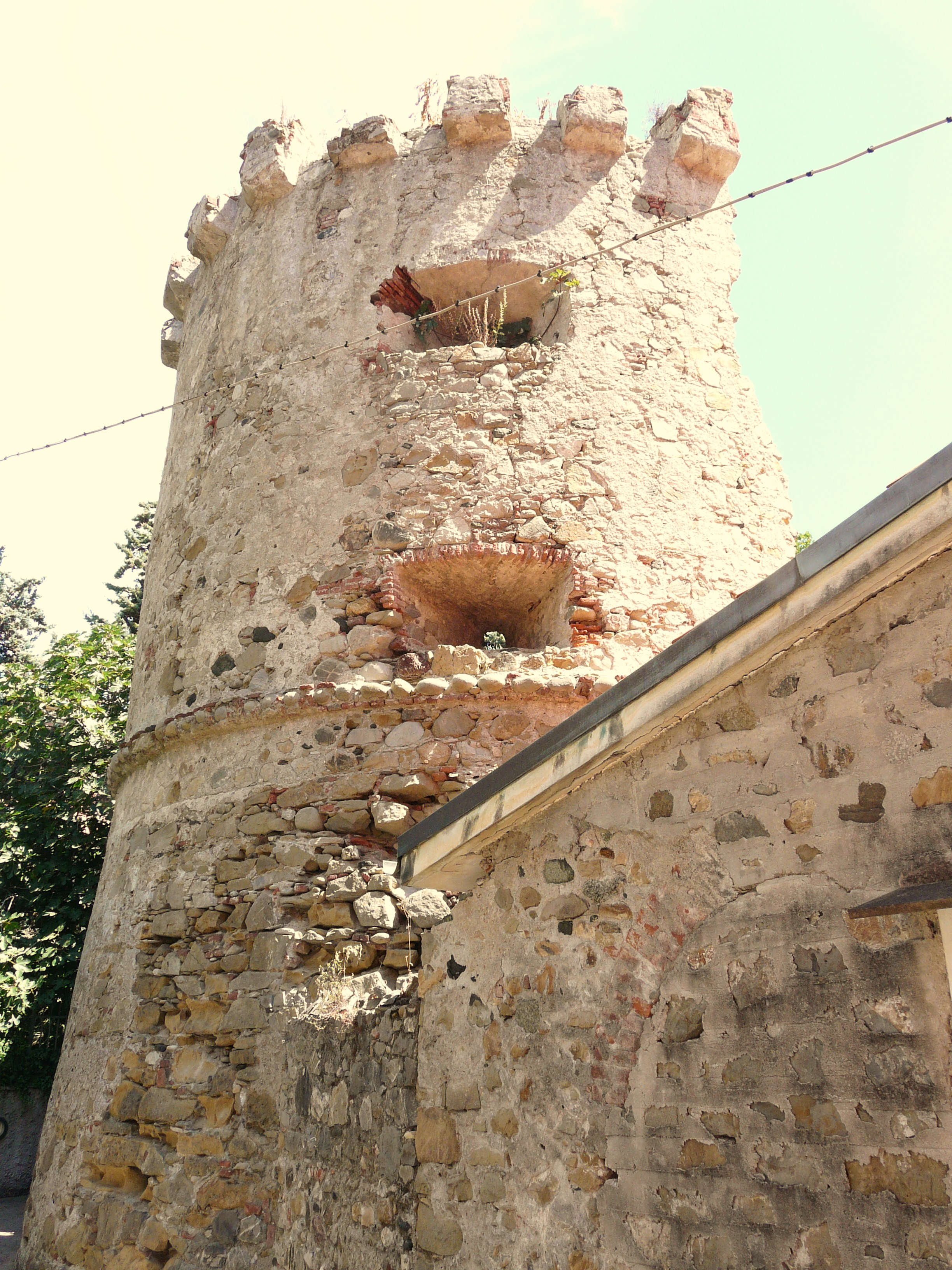
La torre costiera cilindrica

Il borgo di Deiva Marina conserva nel suo immediato centro storico i resti delle due torri di avvistamento, erette poco dopo la metà del Cinquecento per la difesa del territorio dalle incursioni dei corsari barbareschi, allora alleati della Francia.
La prima torre è in prossimità della costa, dove a ridosso del lido marino si formerà in tempi più moderni l'agglomerato moderno turistico e balneare. La torre aveva forma cilindrica, ma durante l'alluvione del 1852 metà della torre è crollata lasciando un moncone semicircolare.
Nella parte più interna ed antica del borgo medievale, disposto linearmente lungo la sponda destra del torrente Deiva, fu invece edificata una torre a base quadrata, posta di fronte alla chiesa parrocchiale di Sant'Antonio Abate e collegata a vista con la torre costiera.
Presso la località di Passano, storica sede della locale famiglia feudale dei marchesi Da Passano che dominarono l'intero territorio fino alla sua cessione alla Repubblica di Genova nel XIII secolo, sono ancora visibili i ruderi dell'antico castello feudale.

## Società

### Evoluzione demografica
Abitanti censiti

### Etnie e minoranze straniere

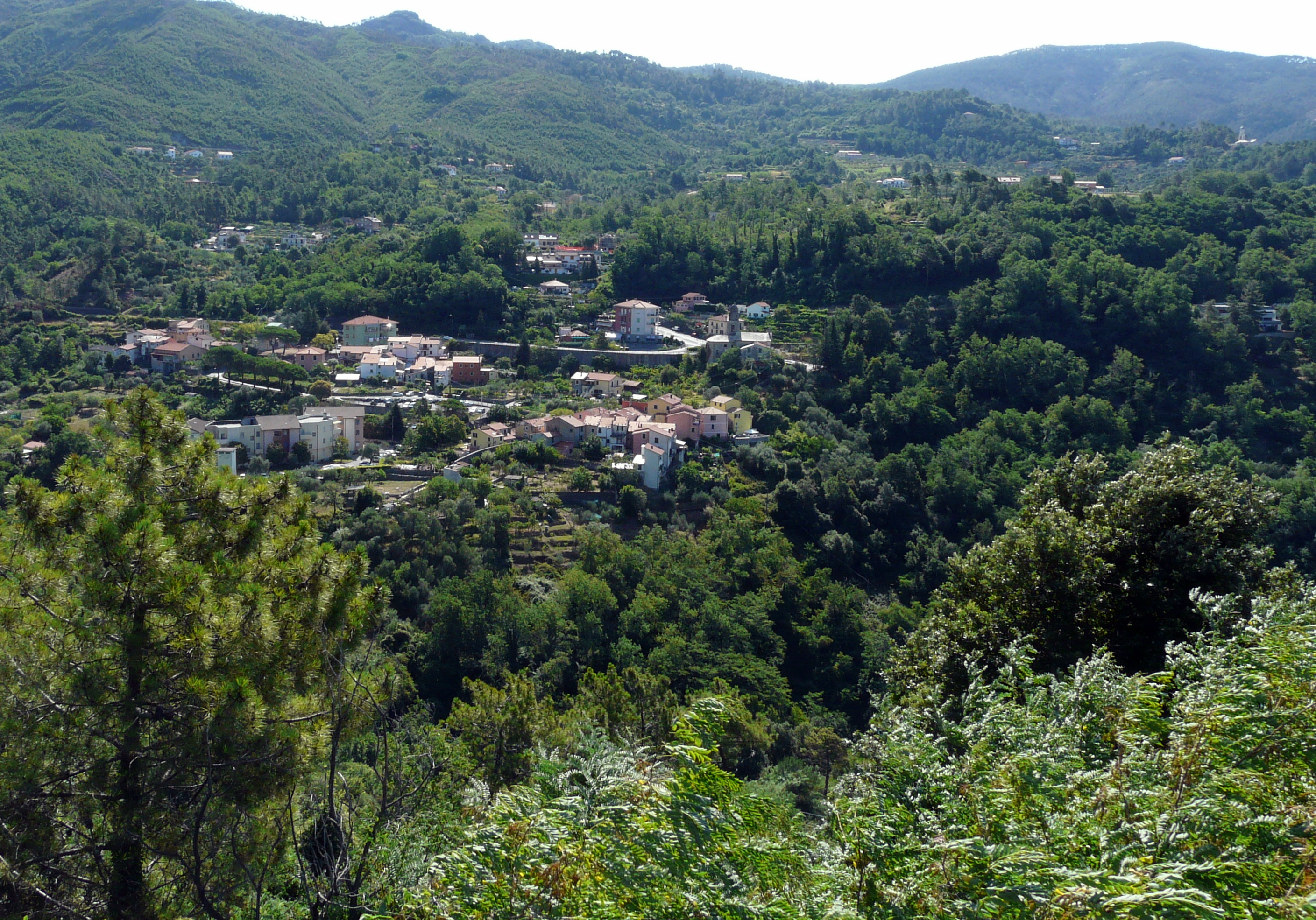
La frazione di Piazza

Secondo i dati Istat al 31 dicembre 2019, i cittadini stranieri residenti a Deiva Marina sono 86, così suddivisi per nazionalità, elencando per le presenze più significative:
1. Ecuador, 23

## Geografia antropica

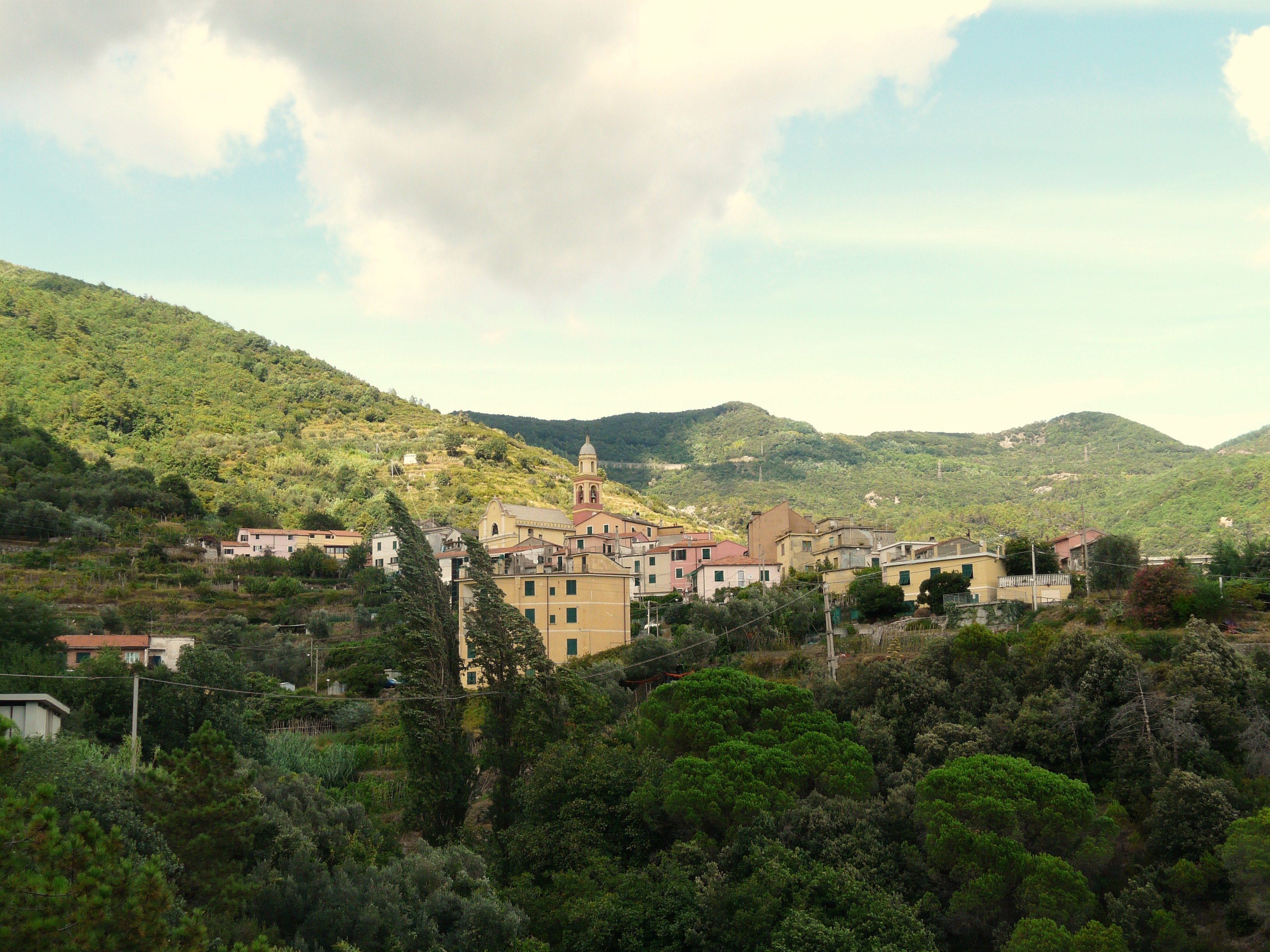
La frazione di Mezzema e la chiesa di San Michele Arcangelo

Il comune è costituito, oltre al capoluogo, dalle due frazioni di Piazza e Mezzema per un totale di 14,09 km2. Confina a nord con il comune di Castiglione Chiavarese (GE), a sud con Framura e bagnato dal mar Ligure, ad ovest con Moneglia (GE) e ad est con Carro, Carrodano e Framura.

### Frazioni e località

#### Mezzema
L'antico abitato di Mezzema, oggi frazione comunale di Deiva Marina, è citato per la prima volta in un diploma imperiale di Carlo Magno datato al 5 giugno del 774; sempre nello stesso anno è nominato il territorio di Deiva, e quindi anche Mezzema, relativo alla cessione di alcuni terreni ad una colonia di monaci Benedettini per volere dell'abate di San Marzano di Tortona.
La locale chiesa parrocchiale, dedicata a san Michele Arcangelo, è anch'essa citata nel diploma di Carlo Magno del 774, ma secondo alcune ricerche storiche la sua fondazione potrebbe essere ben più antica, intorno al VII o VIII secolo. La chiesa conserva al suo interno una statua di San Michele Arcangelo dello scultore Anton Maria Maragliano.

#### Passano

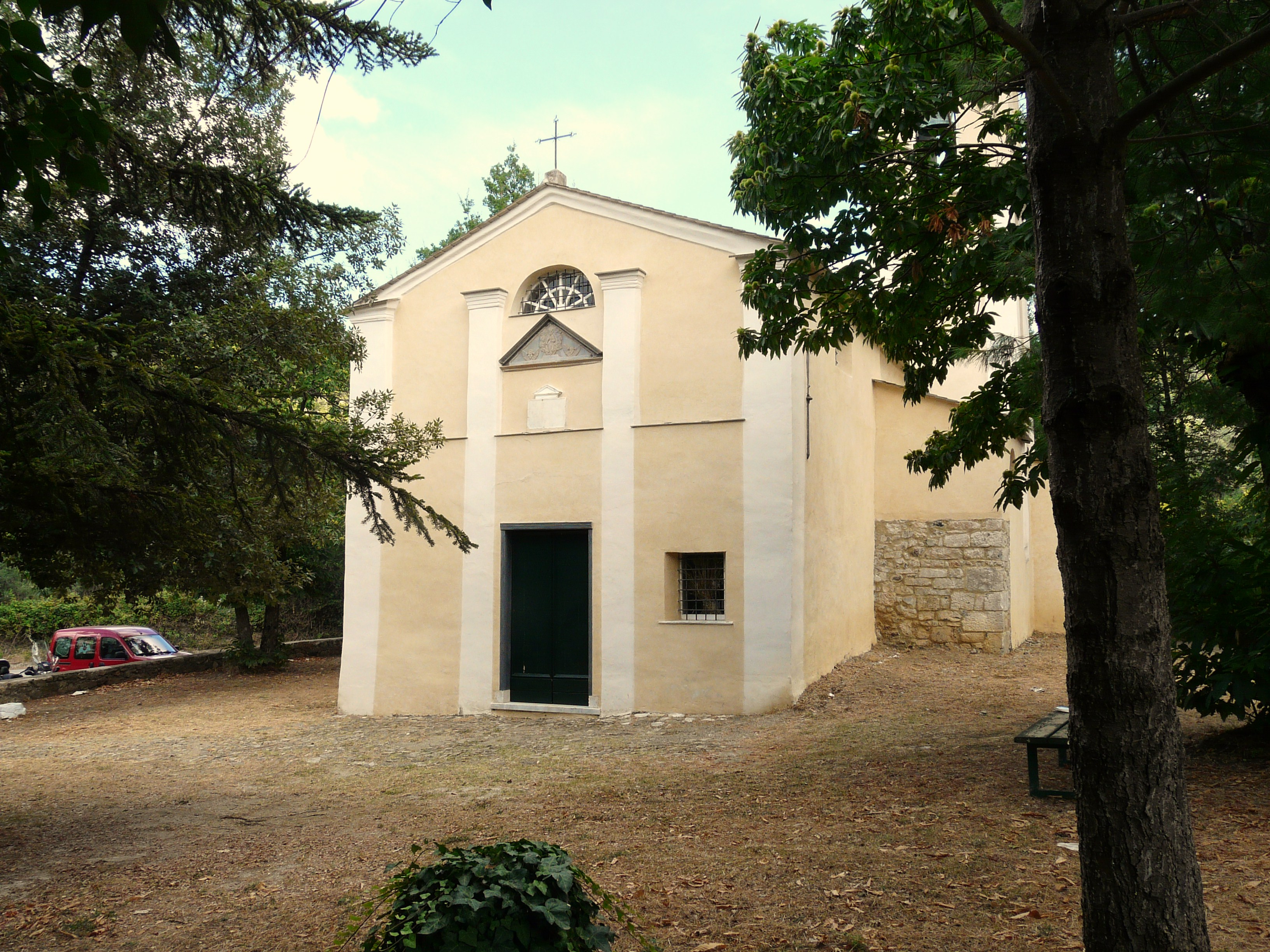
La cappella di Santa Maria Assunta presso la località di Passano

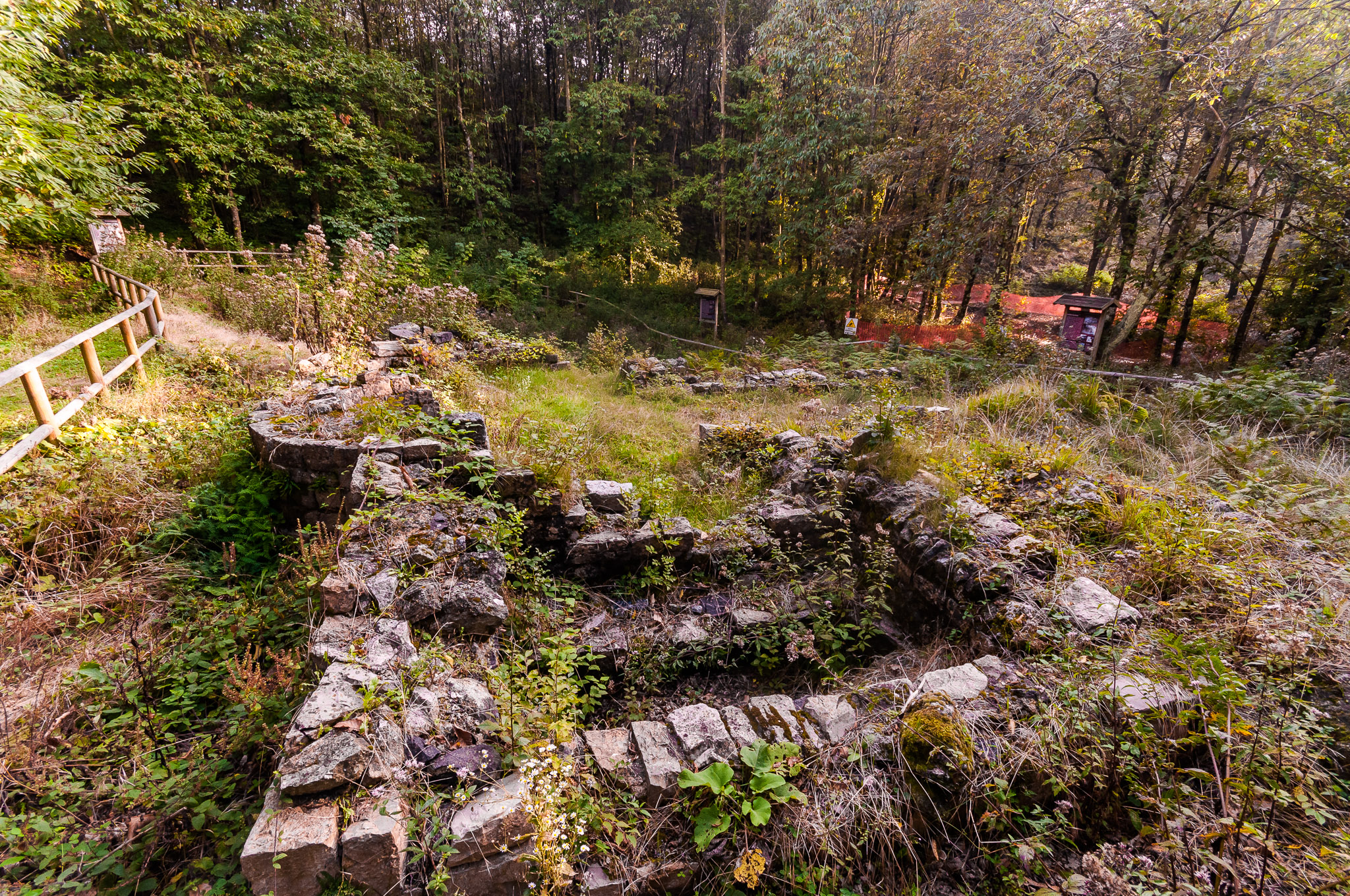
Ospedale di San Nicolao nelle vicinanze del Passo del Bracco

L'odierna località di Passano, posizionata a 298 m s.l.m., fu in periodo medievale un importante centro feudale del territorio che, con l'omonima famiglia marchesale, dominerà una vasta area nel levante ligure. I marchesi Da Passano diverranno infatti nel Medioevo signori feudali degli odierni abitati di Deiva, Moneglia, Framura nonché alcune zone del Bracco, delle Cinque Terre e dell'isola del Tino.
Nell'abitato di Passano aveva sede l'omonimo castello feudale della famiglia, distrutto dalle truppe della Repubblica di Genova nel 1174 dopo un assedio di otto giorni. Sono inoltre presenti nella località i resti dell'Ospedale di San Nicolao di Pietra Colice, con annesso ricovero per i viandanti, citata per la prima volta nel 1160.

#### Piazza
Nella frazione di Piazza è presente la chiesa parrocchiale di Sant'Anna edificata nel XVIII secolo. Presso la località di Miniera fu attiva nei secoli passati un'antica miniera per l'estrazione del rame, citata a partire dal 1610. In località Piani della Madonna è ubicato il santuario di Nostra Signora Assunta edificato sui resti di un preesistente edificio per volere dei feudatari Ita e Oberto Da Passano.

#### Casa Marcone
Detta anche Cà Marcone, è una piccola frazione attraversata dalla strada statale 1 Via Aurelia, in prossimità del passo del Bracco. Questo insediamento si trova al confine tra la provincia della Spezia e la città metropolitana di Genova ed è ubicata a poca distanza dal casello autostradale di Deiva Marina.
A monte delle abitazioni si trovano ancora tracce dell'antica via Aurelia che un tempo costituiva l'unica via di comunicazione tra Genova e Roma. Pur non essendo presenti elementi antropici di particolare rilievo storico, la frazione aveva assunto durante la seconda guerra mondiale un evidente valore strategico per la presenza di truppe tedesche; in prossimità di una estesa radura boschiva sono ancora evidenti tracce e resti dell'accampamento militare resistito fino alla fine della seconda guerra mondiale.

## Economia
L'economia deivese si basa soprattutto sulle attività recettive del turismo vacanziero ed enogastronomico. Lo sviluppo economico del territorio è affidato al settore commerciale e recettivo, con piccoli esercizi a conduzione familiare.
Il comune fa parte del circuito dei borghi più belli d'Italia.

## Infrastrutture e trasporti

### Strade

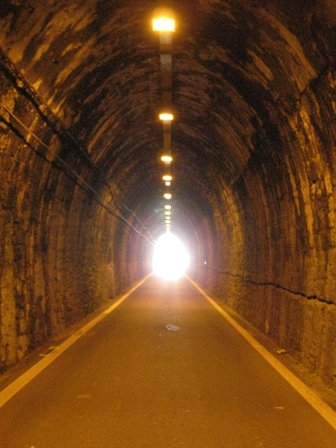
Le gallerie fra Moneglia e Deiva Marina

Deiva Marina è raggiungibile grazie al proprio casello autostradale sull'autostrada A12. Alternativamente c'è la possibilità di uscire al casello autostradale di Sestri Levante, che è l'uscita immediatamente precedente a quella di Deiva Marina arrivando da Genova, per poi proseguire lungo la strada litoranea detta "delle Gallerie", attraversando prima Riva Trigoso, frazione di Sestri Levante, e poi Moneglia.
Le gallerie della strada litoranea sono a senso unico alternato regolato da semafori a tempo con orari cadenzati in quanto, essendo molto strette, non consentono la circolazione in entrambi i sensi contemporaneamente. Sicuramente più suggestive rispetto all'autostrada, anche se non molto comode, le gallerie fino al 1932 erano percorse dalla ferrovia Genova-Pisa, all'epoca a binario unico (motivo della larghezza ridotta) ed in seguito ricostruita a doppio binario più a monte, come si presenta tuttora. Sempre a causa delle particolari caratteristiche, il transito nelle gallerie non è consentito alle biciclette e ai pedoni, mentre roulotte e camper possono viaggiare solo nel tratto tra Riva Trigoso e Moneglia, che non possono percorrere per intero ma solo tra le estremità ed un campeggio posto circa a metà percorso.
Gli orari del semaforo sono i seguenti:
- Riva Trigoso - Moneglia: semaforo verde ai minuti 15, 35 e 55 di ogni ora
- Moneglia - Riva Trigoso: semaforo verde ai minuti 05, 25 e 45 di ogni ora
- Moneglia - Deiva Marina: semaforo verde ai minuti 05, 15, 25, 35, 45 e 55 di ogni ora
- Deiva Marina - Moneglia: semaforo verde ai minuti 00, 10, 20, 30, 40, 50 di ogni ora

Dal 27 marzo 2025, a seguito della rilevazione di criticità strutturali che hanno reso necessari importanti lavori di manutenzione straordinaria, la strada delle Gallerie è chiusa al traffico su tutto il percorso da Sestri Levante a Deiva Marina; i lavori sono stati stimati essere della durata di circa due anni. I sindaci dei comuni coinvolti hanno richiesto lo stato d’emergenza in modo da poter concedere benefici fiscali alle attività turistico-ricettive rimaste isolate tra le gallerie.
Deiva Marina può essere raggiunta anche dalla strada statale 1 Via Aurelia provenendo da Sestri Levante o da Carrodano attraverso il passo del Bracco. Gran parte della strada statale Aurelia scorre in prossimità del sito di interesse comunitario (SIC Deiva-Bracco-Pietra di Vasca-Mola).

### Ferrovie
Deiva Marina è dotata di una stazione ferroviaria sulla linea Genova-Pisa.

### Mobilità urbana
Dai comuni di Bonassola, Framura, Levanto e Sestri Levante (GE) i servizi di trasporto pubblico locale gestiti dall'AMT garantiscono quotidiani collegamenti bus con Deiva Marina e per le altre località del territorio comunale; attualmente i servizi da e per Moneglia e Sestri Levante sono sospesi a causa della chiusura stradale delle gallerie. È altresì attivo un servizio gratuito di "autobus navetta" nel periodo estivo (solitamente luglio ed agosto).

## Amministrazione

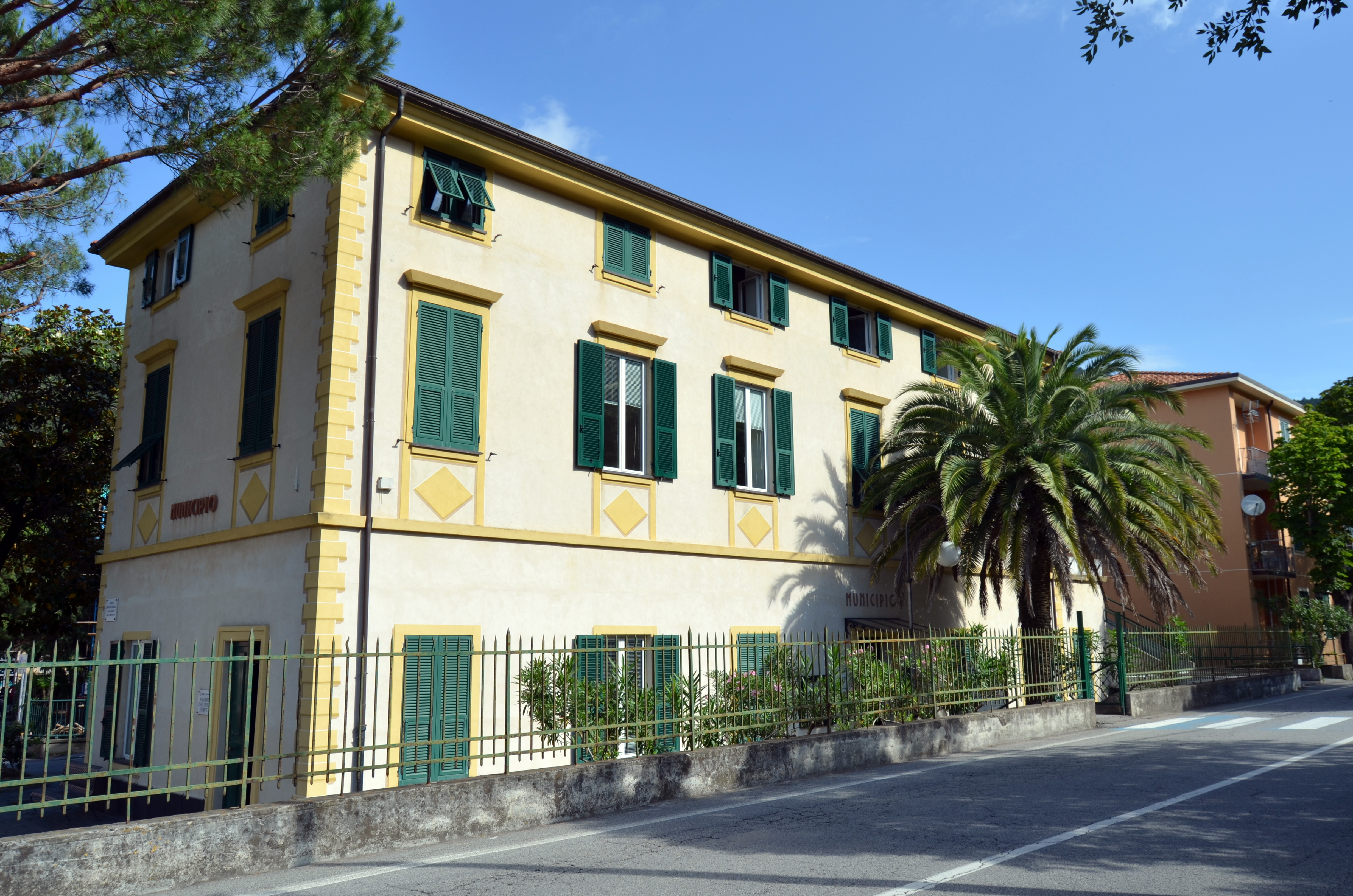
Il municipio

| Periodo         | Periodo        | Primo cittadino   | Partito                                            | Carica  | Note |
| --------------- | -------------- | ----------------- | -------------------------------------------------- | ------- | ---- |
| 1946            | 1946           | Gerolamo Bollo    | Partito Comunista Italiano                         | Sindaco |      |
| 1957            | 1967           | Gerolamo Bollo    | Partito Comunista Italiano                         | Sindaco |      |
| 1969            | 1970           | Gerolamo Bollo    | Partito Socialista Italiano                        | Sindaco |      |
| 1970            | 1974           | Elisio Maggiari   | Partito Socialista Italiano                        | Sindaco |      |
| 1974            | 1984           | Gerolamo Bollo    | Partito Socialista Italiano                        | Sindaco |      |
| 21 gennaio 1987 | 18 maggio 1990 | Ettore Berni      | Partito Socialista Italiano                        | Sindaco |      |
| 18 maggio 1990  | 24 aprile 1995 | Vittorio Rezzano  | Partito Democratico della Sinistra                 | Sindaco |      |
| 24 aprile 1995  | 14 giugno 1999 | Gianluigi Troiano | lista civica di centro                             | Sindaco |      |
| 14 giugno 1999  | 14 giugno 2004 | Gianluigi Troiano | lista civica                                       | Sindaco |      |
| 14 giugno 2004  | 8 giugno 2009  | Ettore Berni      | lista civica di centro-destra                      | Sindaco |      |
| 8 giugno 2009   | 26 maggio 2014 | Ettore Berni      | Il Popolo della Libertà                            | Sindaco |      |
| 26 maggio 2014  | 27 maggio 2019 | Gianluigi Troiano | Nuovi orizzonti (lista civica di centro-destra)    | Sindaco |      |
| 27 maggio 2019  | 10 giugno 2024 | Alessandra Avegno | Deiva che vorrei (lista civica di centro-sinistra) | Sindaco |      |
| 10 giugno 2024  | in carica      | Ivan Valeriani    | RiparTiAmo (lista civica di centro-destra)         | Sindaco |      |

### Altre informazioni amministrative
Deiva Marina ha aderito come partner al santuario dei cetacei Pelagos.